# Brachymeria nigritibialis
Brachymeria nigritibialis är en stekelart som beskrevs av Tavares och Navarro-tavares 2006. Brachymeria nigritibialis ingår i släktet Brachymeria och familjen bredlårsteklar. Inga underarter finns listade.